# Albrecht Mayer
Albrecht Mayer est un hautboïste allemand né à Erlangen en 1965.

## Biographie
Il fut nommé hautbois solo de l'orchestre symphonique de Bamberg en 1990 avant de devenir hautbois solo de l'Orchestre philharmonique de Berlin deux ans plus tard.
Il poursuit en parallèle une carrière de soliste. Il est entre autres membre du Bläserensemble Sabine Meyer, et joue régulièrement avec les Berliner Barock-Solisten.
Albrecht Mayer fait partie des hautboïstes les plus sollicités à ce jour en tant que concertiste.

## Style
Son jeu est caractérisé par un son particulièrement chaleureux et un phrasé de style cantabile.
Albrecht Mayer a joué un hautbois Buffet Crampon « Green Line » jusqu'en 1999. Il a depuis adopté les instruments de la gamme créée à son nom par le facteur allemand Mönnig.